# Сахаровская, Александра Никитична
Александра Никитична Сахаровская (1927, с. Ленино, Иркутская область — 2004, Санкт-Петербург) — советский живописец, Заслуженный деятель искусств Бурятской АССР, Заслуженный художник РСФСР, Народный художник Бурятской АССР (1963), Народный художник РСФСР (1981), Заслуженный деятель искусств РСФСР, Лауреат Государственной премии Бурятской АССР в области литературы и искусства.

## Биография
Родилась в Иркутской области в многодетной крестьянской семье из булагатского рода ашабагатов.
С детства увлекалась рисованием, любила изображать окружающую природу, домашних животных, родных, особенно младшего брата — в будущем заслуженного геолога Бурятской АССР Ивана Никитича Сахаровского, одного из первооткрывателей уникального Ермаковского месторождения.
В 1946—1951 годах училась в Иркутском художественном училище, в 1951—1957 — в Ленинградском институте живописи, скульптуры и архитектуры имени И. Е. Репина на графическом факультете.
С 1959 года начала участвовать в выставках. Произведения художницы экспонировались на крупнейших всесоюзных и республиканских художественных выставках, в том числе персональных в Республиканском художественном музее им. Ц. С. Сампилова (1988, 1997, Улан-Удэ). Также участвовала в международных выставках советского искусства за рубежом.
Участник II декады бурятского искусства и литературы (1959, Москва).
В 1963 году присвоено звание народного художника Бурятской АССР, а в 1981 — народного художника РСФСР.
В 1977 году присуждена Государственная премия Бурятской АССР за серии графических произведений «Моя Бурятия» и «По Монголии».
Супруг — Константин Зонхоев, известный бурятский боксёр. Дочь — Елена Зонхоева, российская художница (работает в технике батик, проживает в Санкт-Петербурге).

## Творчество
Работала в технике линогравюры, офорта, литографии, рисунка, акварели, гуаши, живописи. Произведения А. Н. Сахаровской находятся в Художественном музее им. Ц. С. Сампилова, в Государственной Третьяковской галерее, в Государственном музее изобразительных искусств им. А. С. Пушкина, в Государственном музее искусства народов Востока (Москва), в Государственном Русском музее (Санкт-Петербург), Музее истории Бурятии им. М. Н. Хангалова (Улан-Удэ), в музеях г. Читы, г. Иркутска, г. Киева, г. Ашхабада, г. Пензы, г. Брянска, в частных коллекциях.
Творчество Александры Никитичны Сахаровской целостно и гармонично в своем развитии, в образном постижении окружающей реальной действительности. В произведениях станковой и книжной графики раскрываются жизненные наблюдения художницы и поэтические образы Бурятии, её история и фольклор, современный народный быт, природа Забайкалья.

## Известные произведения
Дипломной работой художницы стали иллюстрации к роману Х. Ц. Намсараева «На утренней заре» (1957). Сразу после окончания Ленинградского института живописи Сахаровская приступила к работе над иллюстрациями к бурятскому эпосу «Гэсэр» (1960—1962); Художницей созданы: серия линогравюр «История одного улуса» (1965); серия литографий «История моего народа» (1968—1970), «Сурхарбан» (1971), «Моя Бурятия» (1972); серия «Мои современницы» (1968—1970) и многие другие.